# Fontenay, Seine-Maritime

Fontenay este o comună în departamentul Seine-Maritime, Franța. În 1 ianuarie 2022 avea o populație de 1.783 de locuitori.